# Carinogalumna genavensium
Carinogalumna genavensium är en kvalsterart som först beskrevs av Sandór Mahunka 1998.  Carinogalumna genavensium ingår i släktet Carinogalumna och familjen Galumnidae. Inga underarter finns listade.